# Naujoji sąjunga (socialliberalai)
Die Naujoji Sąjunga (Socialliberalai) (NS, Deutsch: Neue Union (Sozialliberale)) war eine politische Partei in Litauen.

## Geschichte
Die Partei wurde 1998 gegründet und wurde seither von Artūras Paulauskas geführt, von dessen Persönlichkeit sie sehr stark abhing. Unterstützt wurde die Partei finanziell von Viktor Uspaskich.
Ihre Politik beruhte auf den sozialliberalen Grundwerten: Freiheit des Einzelnen, gesellschaftliche Solidarität, Wohlfahrt und Gerechtigkeit. Naujoji Sąjunga war Mitglied der Europäischen liberalen demokratischen und Reformpartei (ELDR) und Beobachterin bei der Liberalen Internationalen.
Bei den Wahlen zum litauischen Parlament am 10. Oktober 2004 ging die Partei mit den Sozialdemokraten von der Lietuvos socialdemokratų partija ein Wahlbündnis ein, A. Brazausko ir A. Paulausko koalicija „Už darbą Lietuvai“ (A. Brazauskas' und A. Paulauskas' Koalition "Arbeit für Litauen"), das 20,7 % der Stimmen erzielte. Die Naujoji Sąjunga zog mit 11 Abgeordneten in den 141-sitzigen Seimas ein.
Im März 2006 kam es über die Affäre um den Parteivorsitzenden Paulauskas, in deren Folge auch viele Abgeordnete aus den Regierungsfraktionen für seinen Rücktritt als Parlamentsvorsitzender stimmten, zum Zerwürfnis und zum Austritt der Sozialliberalen aus der Regierungskoalition. Zum Jahresbeginn 2008 allerdings kehrte die Partei wieder in die Regierung zurück, um sich vor den anstehenden Parlamentswahlen im Licht der Tagespolitik zu zeigen. Paulauskas wurde im Januar 2008 Umweltminister, Algirdas Monkevičius im Mai 2008 Bildungs- und Wissenschaftsminister.
Dieses Kalkül ging nicht auf: bei den Parlamentswahlen im Oktober 2008 trat die Partei als eigene Liste an, verfehlte aber mit 3,6 % der gültigen Stimmen die 5 %-Hürde und damit den Einzug ins Parlament klar. Einziger Abgeordneter der NS ist nunmehr Valerijus Simulikas, der seinen Wahlkreis direkt gewinnen konnte.
Nach den Wahlen übernahm Artūras Paulauskas die politische Verantwortung für die herbe Wahlniederlage und legte den Parteivorsitz nieder. Sein Nachfolger wurde interim Algirdas Monkevičius. Beim Parteikongress am 28. Februar 2009 trat Paulauskas zur Wahl an und wurde mit 680 Stimmen (gegenüber 41 für Gegenkandidat Gintautas Kniukšta) erneut zum Parteivorsitzenden gewählt.
Die Partei hatte Ende 2008 über 5.600 Mitglieder.
Am 9. Juli 2011 löste sich die Partei auf und ging größtenteils in der Darbo Partija (Arbeitspartei) auf. Eine Minderheit schloss sich der Allianz Liberalų ir centro sąjunga (Liberale und Zentrumsunion) an.